# August Mälk
August Mälk (né le 4 octobre 1900 à  Kipi-Koovi et mort le 19 décembre 1987 à Stockholm) est un écrivain estonien.

## Œuvres

### Romans
- Kesaliblik (1926)
- Õnnepagulane (1928)
- Hukkumine (1928)
- Läbi öö (1929)
- Kivine pesa (1932)
- Üks neistsinastest (1933)
- Surnud majad (1934)
- Õitsev meri (1935)
- Läänemere isandad (1936)
- Taeva palge all (1937)
- Kivid tules (1939)
- Hea sadam (1942)
- Öised linnud (1945)
- Kodumaata (1947)
- Tea kaevule (two volumes, 1952-1953)
- Päike küla kohal (1957)
- Toomas Tamm (1959)
- Kevadine maa (1963)

### Nouvelles
- Surnu surm (1926)
- Anne-Marie (1927)
- Surnud elu (1929)
- Jutte lindudest (1934)
- Rannajutud (1936)
- Avatud värav. Lugu minevikust (1937)
- Mere tuultes (1938)
- Päike Kadunud. Jutte minevikust (1943)
- Jumala tuultes. Viis jutustust (1949)
- Tuli sinu Isesüttiv (1955)
- Jumalaga, meri! (1967)
- Project Victoria. Kuus lugu (1978)
- Tere, meri! (1991)

### Pièces de théâtre
- Moodne Cain (1930)
- Vaes mehe ututall (Comedy, 1932)
- Neitsid lampidega (Comedy, 1933)
- Isad tee (1934)
- Mees merelt (1935)
- Õitsev meri (dramatization of Andres Särev, 1936)
- Vanakurja vokk (dramatization of Paul Sepp, 1936)
- Õnnega hada (comedy, under the pseudonym Kihulane Juhan, 1937)
- Sikud kaevul (Comedy, 1938)
- Taeva Palgen all (dramatization of Andres Särev, 1938)

### Mémoires
- Hommikust keskpäevani. Elupilte ja mälestusi (1972)
- Peale päevapööret. Mõtteid ja mälestusi (1976)